# دانشگاه سیجو
دانشگاه سیجو (انگلیسی: Seijo University) یک دانشگاه خصوصی است که در سیجو، ستاگایا-کو، توکیو
ژاپن واقع شده‌است.